# Поздяки (Котельничский район)
Поздяки — деревня в Котельничском районе Кировской области в составе Морозовского сельского поселения.

## География
Располагается на расстоянии примерно 34 км по прямой на юг от райцентра города Котельнич.

## История
Известна с 1873 года как деревня Софроновская 2-я (Поздины), в которой учтено дворов 14 и жителей 81, в 1905 (починок Софроновское 2-е или Поздяки) 16 и 127, в 1926 (деревня Поздняковская)  24 и 133, в 1950 22 и 77, в 1989 проживало 15 человек.

## Население
Постоянное население  составляло 2 человека (русские 100%) в 2002 году, 0 в 2010.